# Wat Phumin

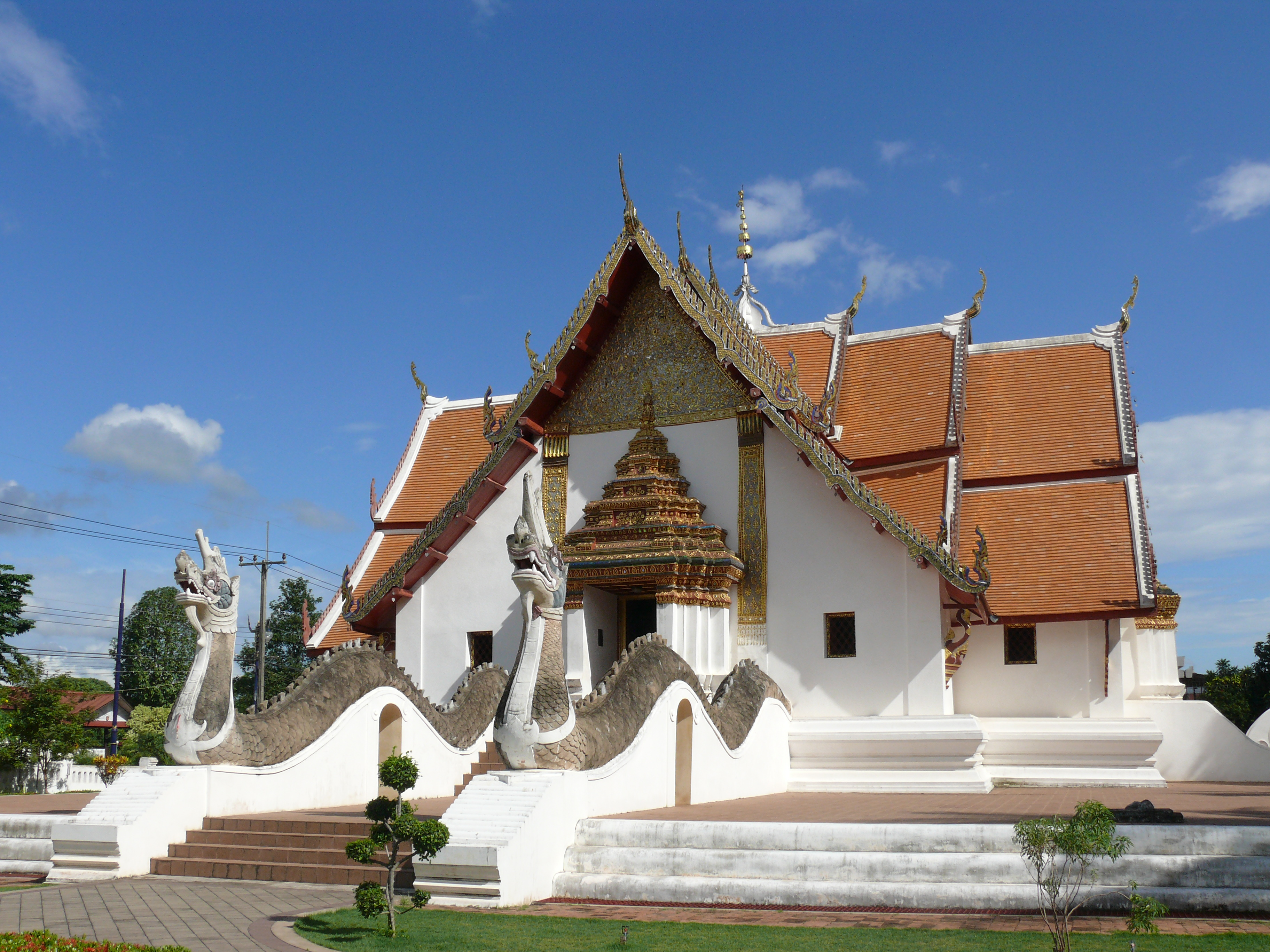
Wat Phumin, Nan

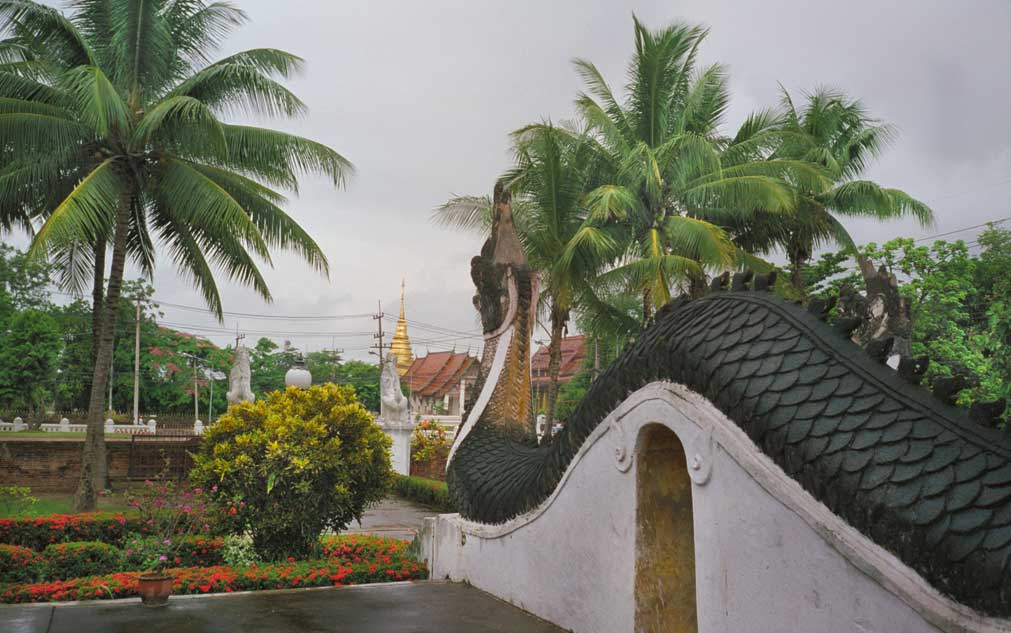
Nagas am Eingang zum Ubosot

Wat Phumin (Thai: วัดภูมินทร์) ist eine buddhistische Tempelanlage (Wat) in Nan, Provinz Nan in Nord-Thailand.

## Geschichte
Wat Phumin wurde wahrscheinlich gegen Ende des 16. Jahrhunderts gegründet. In den Chroniken von Nan wird er das erste Mal 1602 während eines burmesischen Überfalls erwähnt, andere Chroniken erwähnen die Jahreszahl 1596 als Gründungsjahr. Zu jener Zeit herrschte König Chao Chettabut Phum Min in Nan.
Am 20. März 1704 konnten die Burmesen ohne Gegenwehr die Stadt Nan einnehmen, der 47. Regent von Nan, Chao Panya Mueang Lacha, war kurz zuvor mit seinen Soldaten vor der anrückenden burmesischen Armee nach Süden geflohen. Die Burmesen zerstörten „die nach Westen schauende Buddha-Statue des Wat Phumin“ außerdem viele weitere Tempel der Stadt: „alles, was von Nan übrig blieb, war die nackte Erde“.
Im Jahr 1219 C.S. (1857/58 A.D.) bestieg König Chao Ananta den Thron des Königreiches von Nan. Eine seiner ersten Amtshandlungen war es, Viharns in zahlreichen Tempeln der Umgebung „neu zu erbauen“, an elfter Stelle folgt „der große Viharn des Wat Phumin“. Zahlreiche Besucher sind seitdem vom Wat Phumin fasziniert, wie zum Beispiel der englische Reisende C.E.W. Stringer, der 1887 den Besuch in seinem Tagebuch vermerkte.
Die faszinierenden Wandmalereien wurden wahrscheinlich erst gegen Ende des 19. Jahrhunderts auf Veranlassung von Anantas Nachfolger, Chao Suliyapong, als Reaktion auf die kränkende Behandlung durch den übermächtigen siamesischen König geschaffen. 

## Sehenswürdigkeiten

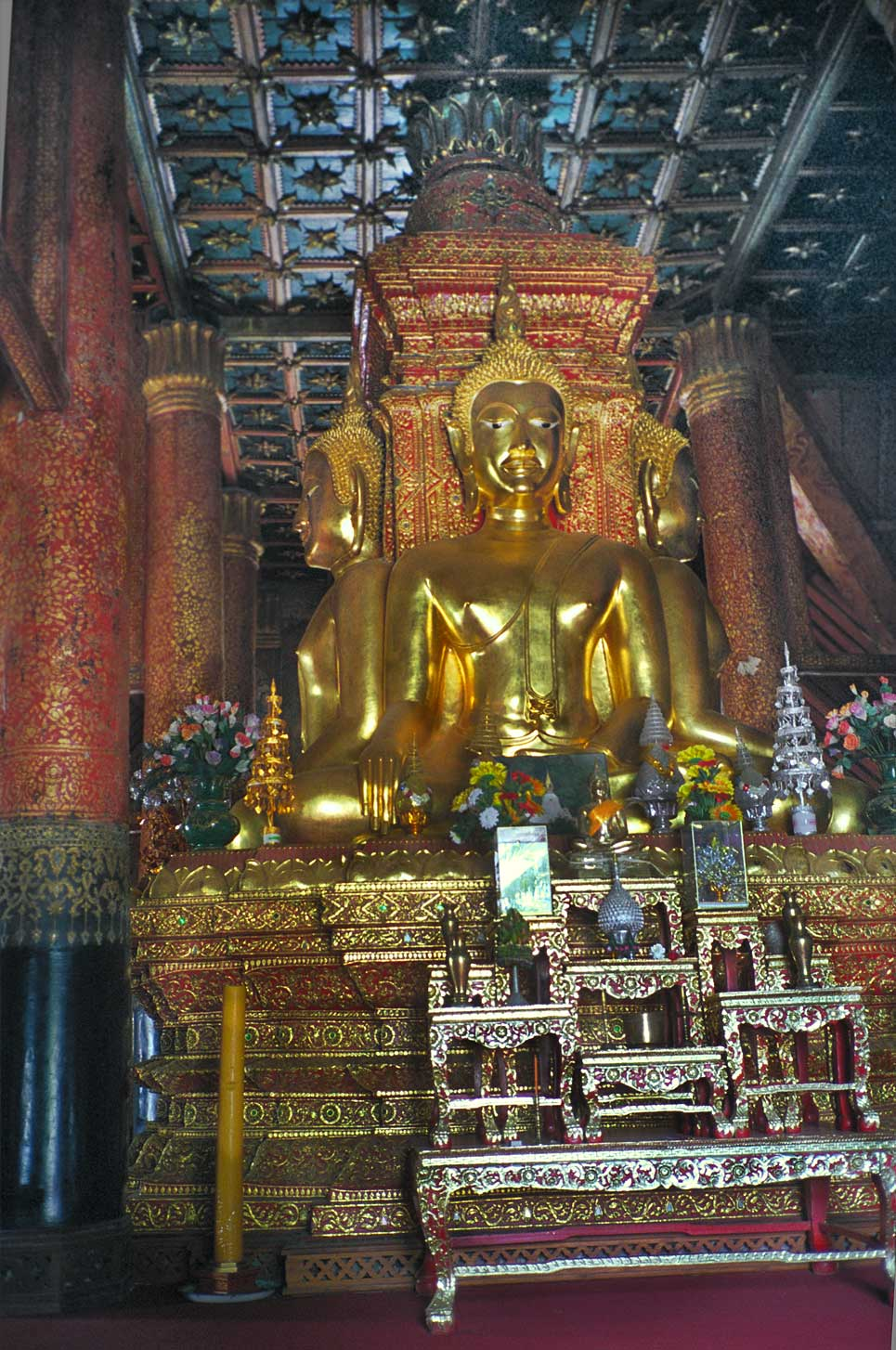
Vierfache Buddhastatue im Wat Phumin

### Architektur
Als Besonderheit dieses Tempels gilt zuerst, dass der Ubosot gleichzeitig als Viharn dient. Der Ubosot hat einen kreuzförmigen Grundriss, an jeder der vier Seiten befindet sich ein über Treppen zugängliche Eingangstür.
Der nördliche Treppenaufgang wird von zwei Nagas flankiert. Ihre riesigen Körper winden sich wellenförmig zunächst über einen Torbogen. Sie scheinen sich unterhalb des Gebäudes fortzusetzen, bis ihre Schwänze auf der südlichen Seite wieder wellenförmig auftauchen, wo sie sich erneut über einen Torbogen wölben. Die Schwanzspitze hat sich pyramidenförmig aufgerollt.
Aus einiger Entfernung scheint es, als würde der Ubosot auf dem Rücken der beiden Nagas getragen.
Alle vier symmetrisch angeordnete Eingänge besitzen große Portale, deren Flügeltüren mit kunstvollen Holzschnitzereien verziert sind. Das Innere des Ubosot ist erstaunlich geräumig. Die hölzerne Kassettendecke wird von zwölf Säulen gestützt, die mit verschiedenen goldenen Ornamenten auf rotem Grund bemalt sind.
Eine verkleinerte Kopie des Ubosot ist im Freiluft-Museum Mueang Boran südlich von Bangkok zu sehen.

### Vierfache Buddha-Statue
Die Haupt-Buddha-Statue ist im Wat Phumin nicht wie gewöhnlich im hinteren Teil des Ubosot aufgestellt, sondern in seinem Zentrum.
Vier Buddhas sitzen hier Rücken an Rücken und schauen in die vier Himmelsrichtungen.
Diese Ikonographie ist in den Mon-Staaten von Myanmar schon lange bekannt, sie erinnert an die vier gigantischen Mon-Buddhas von Kyaik-Pun in Pegu, Myanmar.
Auch in frühen siamesischen Tempeln gab es ähnliche Anordnungen, wie zum Beispiel im Wat Phra Men (Thai: วัดพระเมรุ) in Nakhon Pathom, oder im Wat Phra Yuen (Thai: วัดพระยืน) in Lamphun.
Als Symbol steht dieses Quartett wahrscheinlich für die vier „Vorzeitigen Buddhas“ dieses Äons: Kassapa, Konagamana, Dipamkara und Gautama.

### Wandmalereien
Obwohl sie 1991 renoviert wurden, sind die einzigartigen Wandmalereien aufgrund des Klimas in einem schlechten Zustand. Sie zeigen die Geschichte von Gaddhana, eines Jungen auf der Suche nach seinem Vater, wie sie in dem „Khatthana-Kuman-Jataka“ (Thai: คัทธนกุมาร ชาดก) beschrieben wurde. Diese Geburtsgeschichte (Jataka) gehört nicht zu den 550 kanonischen Geschichten, sondern ist eine lokale Legende, die nur in Burma, Nordthailand und Laos bekannt zu sein scheint.
Obwohl die vier Innenwände des Bot insgesamt eine recht kleine Fläche aufweisen und durch Fenster- und Tür-Öffnungen unterbrochen sind, blieb dennoch genügend Raum, zusätzliche Szenen aus dem Leben des Buddha und aus dem Alltag in Nan am Ende des 19. Jahrhunderts darzustellen.
David K. Wyatt interpretiert in seinem Buch Reading Thai Murals die Wahl der dargestellten Szenen als eine subtile Kritik am Königshaus in Bangkok sowie an den Franzosen, die kurz zuvor die nördliche Hälfte des Nan-Königreiches von Bangkok zugesprochen bekamen und in ihr Französisch-Indochina eingegliedert hatten, eine Kritik, die nie und nimmer hätte laut geäußert werden dürfen.
Der Maler, Thit Buaphan, auch Noi Buaphan genannt, stammte aus Zentral-Laos. Bevor ihn der König für die Arbeit im Wat Phumin gewinnen konnte, hatte bereits die Wandmalereien im Wat Nong Bua etwa 30 Kilometer nördlich von Nan ausgeführt, wozu er fast 21 Jahre benötigte. So war es wahrscheinlich erst 1894, dass er mit der Arbeit im Wat Phumin beginnen konnte. Es ist anzunehmen, dass er für diese Arbeit eine ähnliche Zeit benötigte.

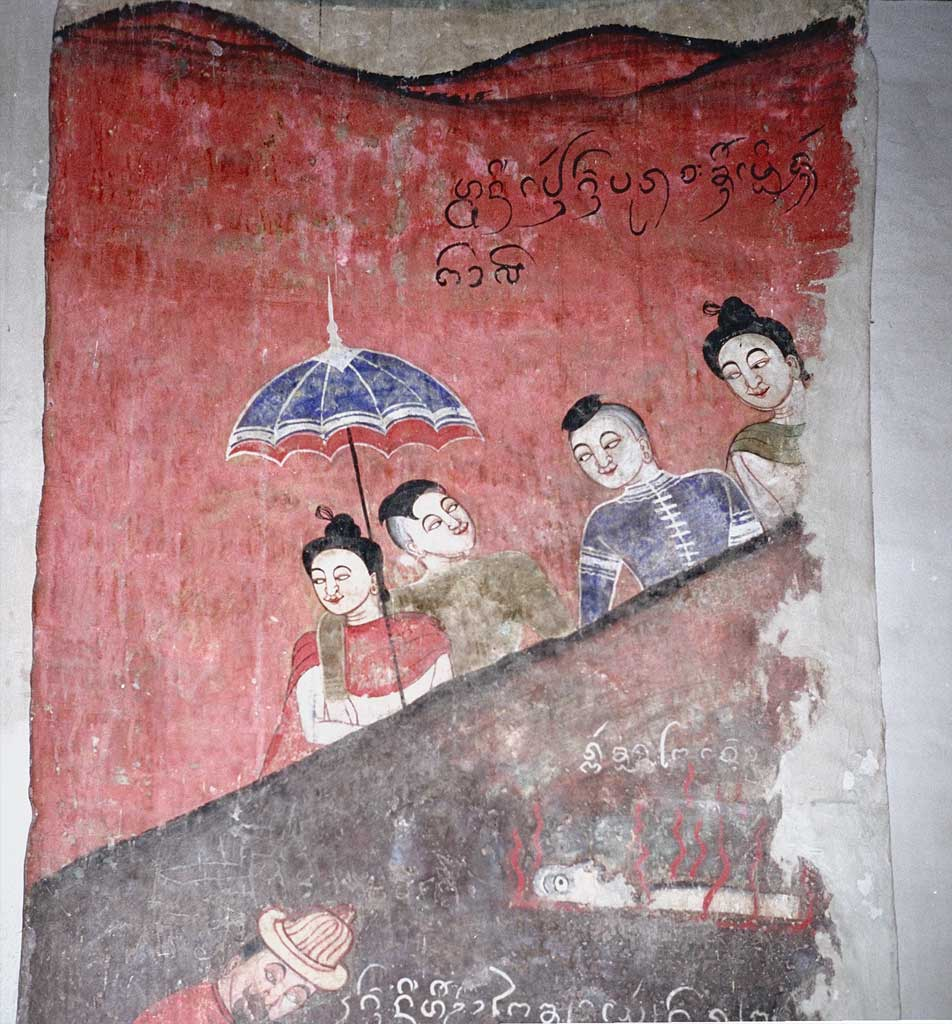
… „auf dem Weg in den Himmel“
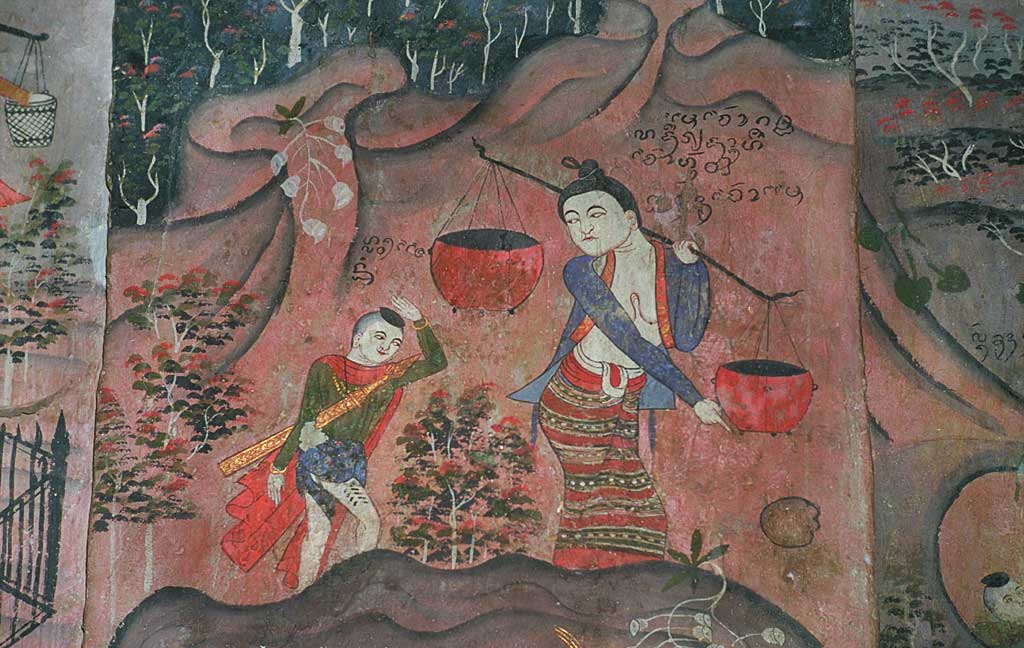
Gaddhana fragt seine Mutter nach seinem Vater, sie deutet auf die Spur eines Elefanten
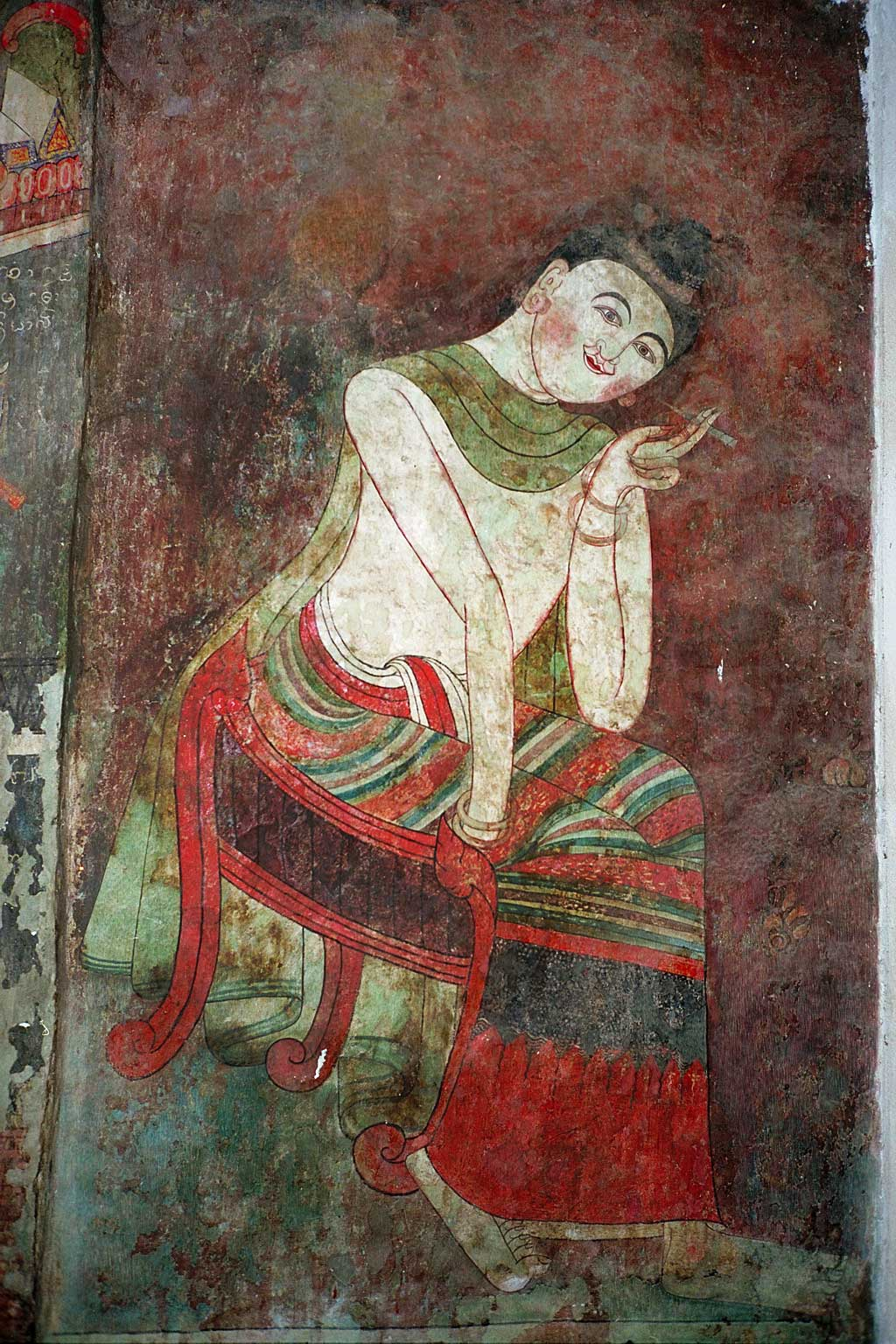
Eine genussvolle Raucherin
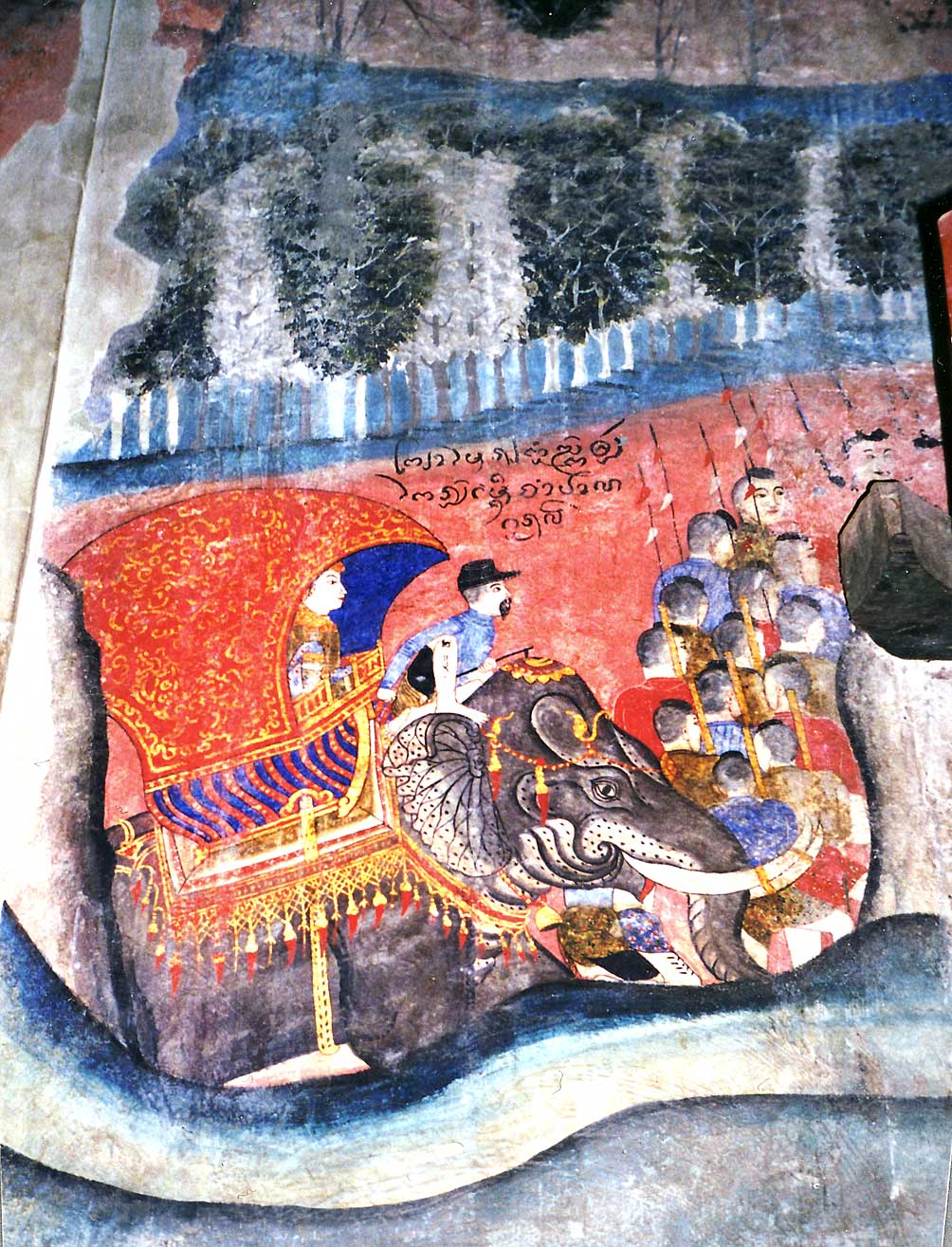
Edelmann unterwegs im Howda mit Militäreskorte